# Didymosphaerella
Didymosphaerella is een geslacht van schimmels uit de familie Didymosphaeriaceae.

## Soorten
Volgens Index Fungorum telt het geslacht 21 soorten (peildatum februari 2022):
| Soortnaam                      | Auteur(s)                   | Publicatiejaar |
| ------------------------------ | --------------------------- | -------------- |
| Didymosphaerella adelphica     | (Cooke) Cooke               | 1889           |
| Didymosphaerella appendiculosa | (Speg.) Cooke               | 1889           |
| Didymosphaerella arundinicola  | (Bizz.) Cooke               | 1889           |
| Didymosphaerella circinans     | (Harkn.) Cooke              | 1889           |
| Didymosphaerella filicina      | Cooke                       | 1890           |
| Didymosphaerella galiorum      | (Fuckel) Cooke              | 1889           |
| Didymosphaerella meretrix      | (Mont.) Cooke               | 1889           |
| Didymosphaerella nubecula      | (Pass.) Cooke               | 1889           |
| Didymosphaerella parnassiae    | (Peck) Cooke                | 1889           |
| Didymosphaerella polysticta    | (Berk. & M.A. Curtis) Cooke | 1889           |
| Didymosphaerella sauteri       | (Körb.) Cooke               | 1889           |
| Didymosphaerella schroeteri    | (Niessl) Cooke              | 1889           |
| Didymosphaerella sellae        | (Bagnis) Cooke              | 1889           |
| Didymosphaerella smaragdina    | (Ces.) Cooke                | 1889           |
| Didymosphaerella spatharum     | (G. Winter) Cooke           | 1889           |
| Didymosphaerella trachodes     | (Mont.) Cooke               | 1889           |
| Didymosphaerella typhae        | (Peck) Cooke                | 1889           |
| Didymosphaerella vizeana       | (Cooke) Cooke               | 1889           |
| Didymosphaerella yuccae        | A.W. Ramaley & M.E. Barr    | 2001           |
| Didymosphaerella yuccigena     | (Cooke) Cooke               | 1889           |
| Didymosphaerella zerbina       | (De Not.) Cooke             | 1884           |